# Béla Fleck
Béla Fleck (rodným jménem Béla Anton Leoš Fleck; * 10. července 1958 New York) je americký hráč na banjo a hudební skladatel. Na banjo začal hrát v roce 1973, když mu bylo patnáct let. Své první sólové album nazvané Crossing the Tracks vydal v roce 1979. V letech 1981–1989 a znovu v roce 1996 byl členem skupiny New Grass Revival a od roku 1988 má vlastní skupinu Béla Fleck and the Flecktones. Rovněž spolupracoval s dalšími hudebníky, mezi které patří Chick Corea, Rory Gallagher, McCoy Tyner, Jorma Kaukonen nebo skupina Phish.
Jeho rodné jméno Béla Anton Leoš Fleck vzniklo podle jmen několika světových skladatelů, jimiž byli Maďar Béla Bartók, Rakušan Anton Webern a Čech Leoš Janáček.